# Reasons to Stay Indoors
Reasons to Stay Indoors è il quarto album in studio dei Savoy. Questo album è disponibile anche in edizione limitata composta da due dischi.

## Formazione
- Paul Waaktaar-Savoy: chitarra, tastiera, voce, batterista
- Lauren Waaktaar-Savoy: voce
- Frode Unneland: batterista

## Tracce

### Versione Standard
1. Reasons to Stay Indoors – 5:29
2. If You Won't Come to the Party – 4:28
3. Face – 4:47
4. Half of the Time – 4:20
5. Once Upon a Year – 4:53
6. The Fear List – 4:52
7. I Would Not Change a Thing – 4:55
8. Paramount – 3:34
9. The One That Got Away – 4:04
10. Against the Sun – 3:52
11. Five Million Years – 4:06
12. Overgrown – 4:51

### Secondo Disco Edizione Limitata
1. You Should Have Told Me (acoustic) – 4:29
2. I Would Not Change a Thing (acoustic) – 4:17
3. Totally Hide – 2:37
4. Once Upon a Year (acoustic) – 4:51
5. d.a.r. (instrumental) – 2:38